# استن بنتام
استن بنتام (انگلیسی: Stan Bentham; ۱۷ مارس ۱۹۱۵ – ۲۹ مهٔ ۲۰۰۲) بازیکن فوتبال اهل بریتانیا بود.
از باشگاه‌هایی که در آن بازی کرده‌است می‌توان به باشگاه فوتبال ویگان اتلتیک و باشگاه فوتبال اورتون اشاره کرد.